# Paul Kennedy
Paul Michael Kennedy CBE, FBA (Wallsend, Tyne i Wear, Regne Unit, 1945), és un historiador britànic de la Universitat Yale especialitzat en història de les relacions internacionals, poder econòmic i gran estratègia (grand strategy). Ha publicat destacats llibres sobre la història de la política exterior britànica i les lluites entre potències mundials. Remarca el canvi de base de poder econòmic relacionat amb la força militar i naval, notant com la disminució del poder econòmic condueix a la reducció del pes militar i diplomàtic.

## Biografia
Nascut a Wallsend (Tyne i Wear), Paul Kennedy va assistir a la St. Cuthbert's High School, de Newcastle upon Tyne. Posteriorment, es va graduar amb first-class honours en la història de la Universitat de Newcastle i va obtenir el seu doctorat a la St Antony's College (Oxford) sota la supervisió d'A. J. P. Taylor i John Andrew Gallagher. Entre 1970 i 1983 va ser membre del Departament d'Història de la Universitat d'Ànglia de l'Est. És Fellow de la Royal Historical Society i va ser Visiting Fellow de l'Institut d'Estudis Avançats de Princeton (EUA) i de la Fundació Alexander von Humboldt (Alemanya). Entre 2007 i 2008 també va ser professor d'Història i Afers Internacionals a la London School of Economics.
El 1983 va ser nomenat professor d'història britànica de la Universitat Yale a New Haven (Connecticut). Actualment també és director d'Estudis de Seguretat Internacional i, amb John Lewis Gaddis i Charles Hill, hi imparteix els estudis de Grand Strategy. El 2012 el professor Kennedy va començar a impartir un nou curs a Yale, titulat «Història militar d'Occident des de 1500», en el que vinculava inextricablement la seva presentació de la història militar amb el poder econòmic i el progrés tecnològic.
El seu llibre més conegut, The Rise and Fall of the Great Powers, ha estat traduït a 23 llengües i s'hi avalua la interacció entre l'economia i l'estratègia dels últims cinc segles. El llibre va ser molt ben rebut pels seus companys historiadors; A. J. P. Taylor va qualificar-lo d'«una enciclopèdia en si» i Michael Howard el va definir com «un llibre profundament humà, en el millor sentit de la paraula». El seu llibre més recent és The Parliament of Man, en el qual analitza el passat i el futur de les Nacions Unides.
És membre del consell editorial de nombroses revistes científiques i escriu per The New York Times, The Atlantic, i altres diaris i revistes. La seva columna mensual sobre temes globals actuals es distribueix arreu del món gràcies a Los Angeles Times Syndicate/Tribune Media Services.

## Premis i reconeixements
Paul Kennedy va ser nomenat Comandant de l'Ordre de l'Imperi Britànic el 2001 i elegit membre de l'Acadèmia Britànica el 2003. El Museu Nacional Marítim, de Londres, li va atorgar la seva Medalla Caird el 2005 per les seves contribucions en la història naval.

## Interpretacions

### Rise and Fall
A The Rise and Fall of the Great Powers (1987), Kennedy sosté que la força econòmica i el poder militar han estat altament correlacionats en l'auge i declivi de les grans nacions des de 1500. L'autor mostra com el creixement dels compromisos estratègics condueix a un augment de les despeses militars, que produeix una eventual crescuda de la base econòmica del país, i, al seu torn, la seva disminució a llarg termini. El seu llibre va arribar tenir impacte als responsables polítics contemporanis pel fet que suggeria que els Estats Units i la Unió Soviètica estaven experimentant les mateixes dinàmiques històriques que anteriorment havien afectat Espanya, els Països Baixos, França, la Gran Bretanya i Alemanya, i que els Estats Units havia d'enfrontar-se a la seva pròpia «sobre-extensió imperial».
No obstant això, la Guerra Freda va acabar dos anys després de la publicació del llibre, cosa que va validar la seva tesi sobre la Unió Soviètica, però va deixar els Estats Units com l'única superpotència i, segons sembla, en el moment culminant de la seva economia. Nau (2001) sosté que model «realista» de Kennedy quant a la política internacional subestima el poder de les identitats nacionals o la possibilitat de la fi de la Guerra Freda i la creixent convergència de la democràcia i els mercats resultant de la pau consegüent.

### Primera Guerra Mundial
En la seva explicació del perquè la Gran Bretanya, neutral, va entrar en guerra amb Alemanya, Kennedy (1980) va reconèixer que era fonamental per a la guerra que Alemanya es convertís econòmicament més poderosa que la Gran Bretanya, però va treure importància a les disputes per l'imperialisme econòmic i comercial, el Ferrocarril Berlín-Bagdad, els enfrontaments a Europa de l'Est, la contundent retòrica política i els grups de pressió nacionals. En temps de dependència d'Alemanya i de nou amb poder absolut, la Gran Bretanya cada vegada més va apel·lar a la sensibilitat moral i va tenir un paper important, sobretot en veure la invasió de Bèlgica com una tàctica militar necessària o una crim moral. La invasió alemanya de Bèlgica no va ser transcendent, ja que la Gran Bretanya ja havia pres la decisió i els britànics estaven més preocupats pel destí de França (pp. 457–62). Kennedy sosté que la raó principal va ser la por de Londres que es repetís l'escenari de 1870, quan Prússia i els estats alemanys van esclafar França, cosa que significaria que Alemanya, amb un poderós exèrcit i marina, controlaria el Canal de la Mànega i al nord-oest de França. Els responsables polítics britànics van insistir que això seria una catàstrofe per a la seguretat britànica.

## Alumnes destacats
- Geoffrey Wawro (1992)
- Richard Drayton (1999)

## Obra publicada
- Engineers of Victory: The Problem Solvers Who Turned the Tide in the Second World War (2013) ISBN 978-1-4000-6761-9
- The Parliament of Man: The Past, Present, and Future of the United Nations (2006) ISBN 0-375-50165-7
- From War to Peace: Altered Strategic Landscapes in the Twentieth Century (2000) ISBN 0-300-08010-7
- Preparing for the Twenty-first Century (1993) ISBN 0-394-58443-0
- Grand Strategies in War and Peace (editor) (1991) ISBN 0-300-04944-7
- The Rise of the Anglo-German Antagonism, 1860-1914 (2a ed. 1988) ISBN 1-57392-301-X
- The Rise and Fall of the Great Powers: Economic Change and Military Conflict from 1500 to 2000 (1987) ISBN 0-394-54674-1
- The Rise and Fall of British Naval Mastery (1986) ISBN 1-57392-278-1 (2a ed. 2006) ISBN 1-59102-374-2
- Strategy and Diplomacy 1870-1945 (1983) ISBN 0-00-686165-2
- The Realities Behind Diplomacy: Background Influences on British External Policy 1865-1980 (1981)
- The Rise of the Anglo-German Antagonism 1860-1914 (1980)
- The Rise and Fall of British Naval Mastery (1976, paperback reissue 2001, 2004)
- The Samoan Tangle: A Study in Anglo-German-American Relations 1878-1900 (1974)
- Conquest: The Pacific War 1943-45 (1973)
- Pacific Onslaught 1941-43 (1972)